# Fotballklubben Voss
Il Fotballklubben Voss è una società calcistica norvegese con sede nella città di Voss. Milita nella 4. divisjon, quinto livello del campionato norvegese. Il club è stato fondato nel 1912 e ha militato per tre stagioni – precisamente nel 1938-1939, 1939-1940 e 1947-1948 nella massima divisione norvegese.

## Storia
Il Voss è stato fondato il 26 settembre 1921.

### Allenatori
- 2003-2005  Øyvind Nordtveit[2]
- 2016-oggi  Bjarte Bergstrøm[3]

## Palmarès

### Altri piazzamenti
- 3. divisjon:

Terzo posto: 2011 (gruppo 8)